# Klaus-Rainer Willeke

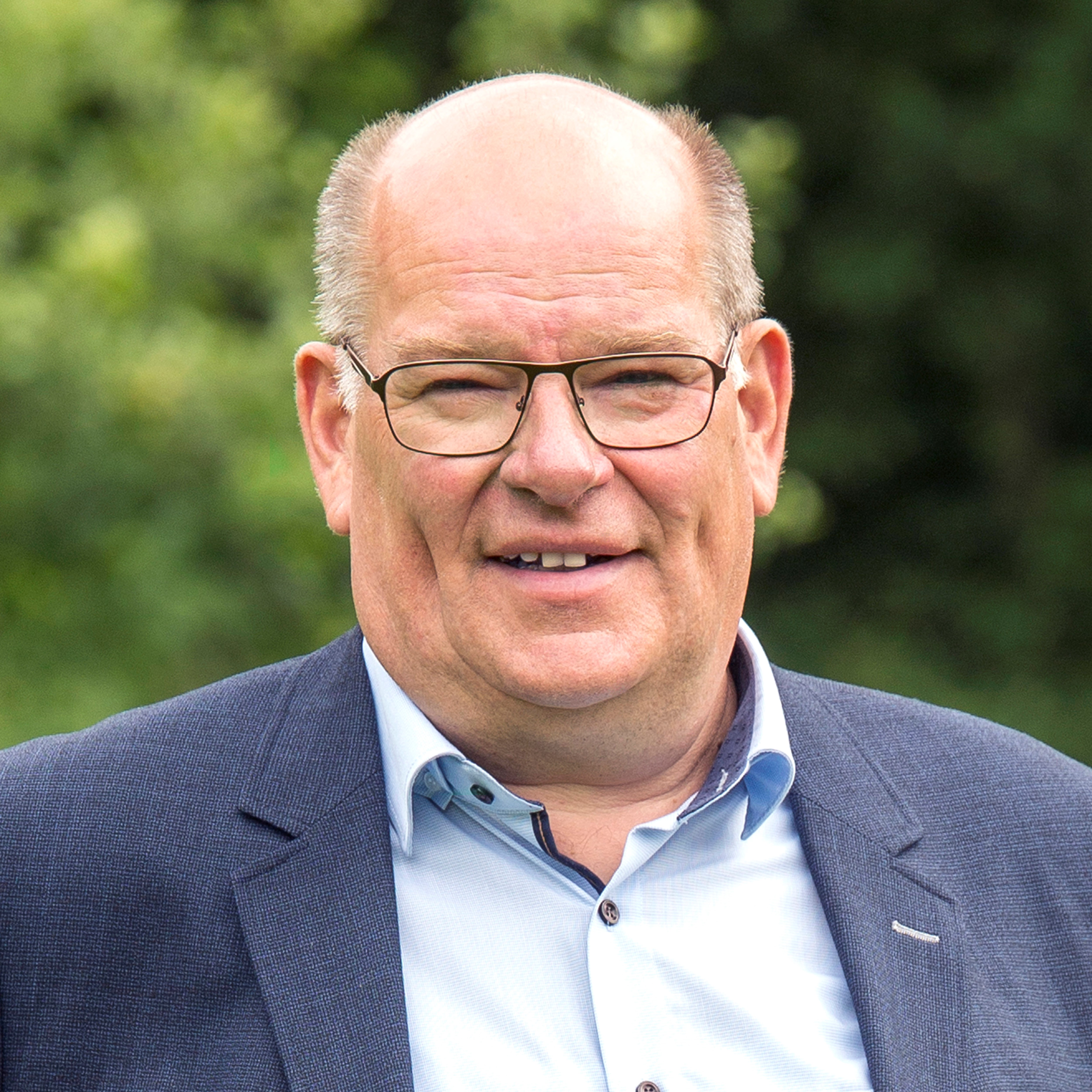
Klaus-Rainer Willeke (2020)

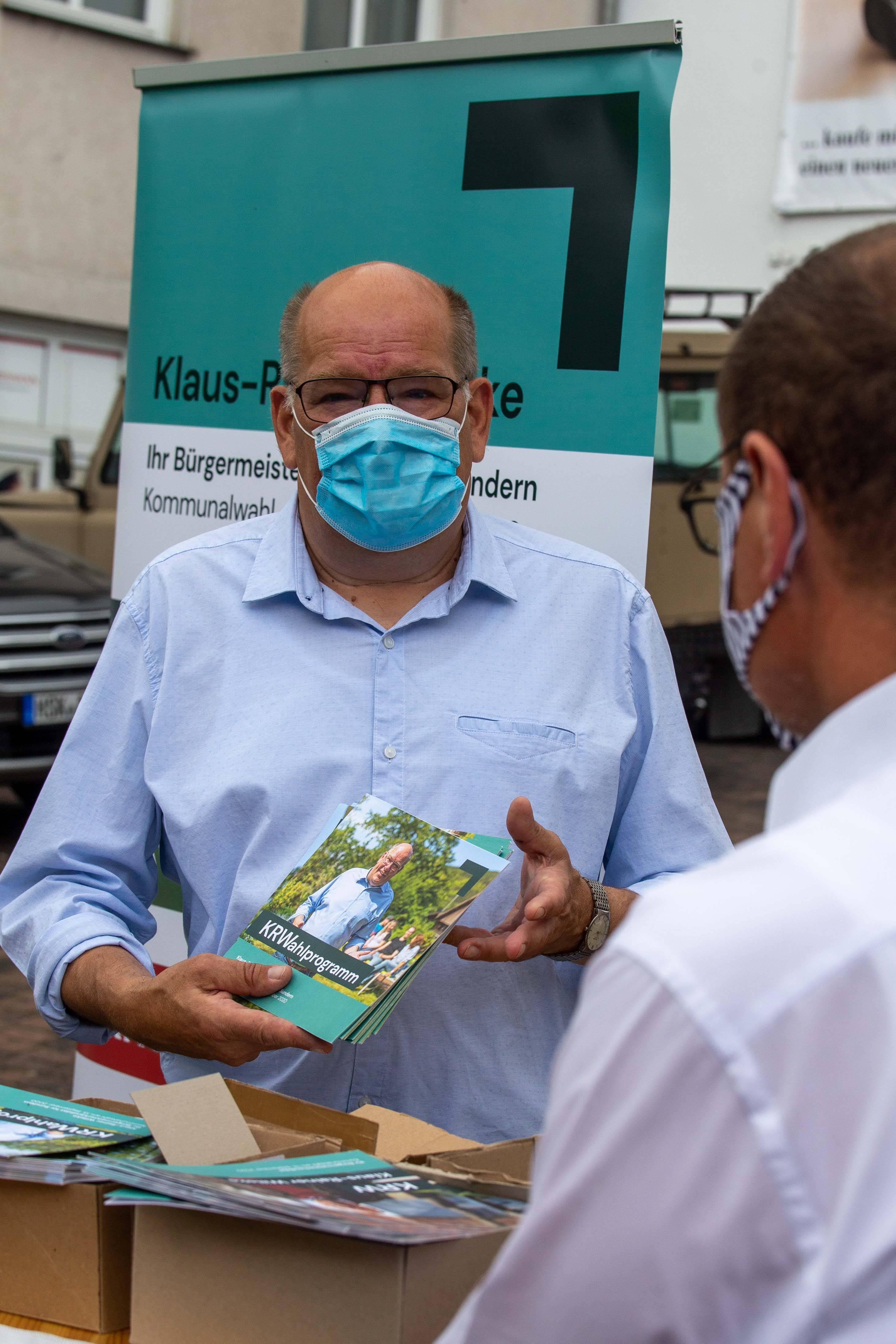
Wahlkampf während Corona-Pandemie

Klaus-Rainer Willeke (* 9. Dezember 1957 in Sundern) wurde im September 2020 bei den Kommunalwahlen in Nordrhein-Westfalen 2020 als unabhängiger Kandidat, mit Unterstützung von FDP und GRÜNE, zum hauptamtlichen Bürgermeister von Sundern gewählt.

## Leben
Klaus-Rainer Willekes Vater Hermann Willeke war von 1971 bis 1975 Amtsdirektor und von 1975 bis 1994 erster Stadtdirektor der Stadt Sundern. Er hat drei jüngere Geschwister: zwei Schwestern und einen Bruder. Willeke wuchs in Sundern auf. 1976 machte er sein Abitur am Gymnasium Laurentianum Arnsberg. Nach dem Abitur absolvierte er seinen Wehrdienst bei der Bundeswehr. Im Anschluss studierte Willeke an der Westfälischen Wilhelms-Universität Münster Lehramt für die Sekundarstufe I und II in Sozialwissenschaften und Geschichte. 
Nach dem Studium arbeitete er zunächst in der Bergberufsschule Recklinghausen und von 1990 bis 1995 in Essen in unterstützenden Projekten für Jugendliche in sozialen Brennpunkten. Im Jahr 1995 zog Willeke nach Sundern-Hagen. Von 2001 bis 2012 war er Leiter der Volkshochschule des Hochsauerlandkreises, von 2012 bis 2020 arbeitete er als Leiter der neu gegründeten Volkshochschule Arnsberg/Sundern. 
Klaus-Rainer Willeke war bis 2020 in verschiedenen Vereinen aktiv: So war er Vorsitzender der Berufsbildungsakademie der Volkshochschulen im HSK e.V. und im Vorstand des Vereins zur Reintegration in den Arbeitsmarkt e.V. in Arnsberg. Außerdem war er Mitglied des Caritasrats der Caritas Arnsberg-Sundern. Im Bürgernetzwerk Flüchtlingshilfe Sundern hat er koordinierende Aufgaben erfüllt. Das Mountainbike-Festival Mega-Sports organisierte Willeke zudem als Leiter vom Förderverein Hagen-Wildewiese e.V. maßgeblich mit.
Willeke ist verheiratet und hat zwei Söhne.

## Politik
Während des Studiums war Willeke im Marxistischen Studentenbund Spartakus und im Allgemeinen Studierendenausschuss aktiv. In den 1980er Jahren arbeitete er in der Friedensbewegung aktiv mit.
Willeke ist seit 1998 Mitglied der Partei Bündnis 90/Die Grünen, ohne dort eine Funktion ausgeübt zu haben. Von 2014 bis 2020 war er Ortsvorsteher von Sundern-Hagen.
2020 trat er als unabhängiger Bürgermeisterkandidat zur Wahl bei den Kommunalwahlen in Nordrhein-Westfalen 2020 an. Bei der Wahl wurde er von den Parteien FDP und Die Grünen unterstützt. Bei der Kommunalwahl am 20. September bekam Willeke 47,7 Prozent der Wählerstimmen, CDU-Kandidat Georg Te Pass 29,0 Prozent, der amtierende Bürgermeister und SPD-Kandidat Ralph Brodel 12,3 Prozent und der Bürger für Sundern-Kandidat Serhat Sarikaya 11,1 Prozent der Stimmen. Am 27. September 2020 wurde Willeke bei der Stichwahl mit 73,5 Prozent der Wählerstimmen zum Bürgermeister gewählt. Der CDU-Kandidat Georg Te Pass bekam 26,5 Prozent der Wählerstimmen.